# سینان تکرچی
سینان تکرچی (انگلیسی: Sinan Tekerci؛ زادهٔ ۲۲ سپتامبر ۱۹۹۳) بازیکن فوتبال اهل ترکیه است که در حال حاضر برای باشگاه ورزشی اشتوتگارتر کیکرز بازی می‌کند.
از باشگاه‌هایی که در آن بازی کرده است می‌توان به باشگاه فوتبال نورنبرگ و باشگاه فوتبال دینامو درسدن اشاره کرد.
وی همچنین در تیم‌های ملی فوتبال زیر ۱۹ و زیر ۲۰ سال ترکیه بازی کرده است.